# Áhmad Al-Yáber Al-Sabah
Áhmad Al-Yáber Al-Sabah (1885-29 de enero de 1950; en árabe: أحمد الجابر الصباح‎) fue el décimo gobernante de Kuwait, desde el 29 de marzo de 1921 hasta su muerte el 29 de enero de 1950.

## Biografía
Áhmad es hijo de Yáber II Al-Sabah, octavo gobernante de Kuwait entre 1915 y 1917. Ascendió al poder tras la muerte de su tío Sálem Al-Sabah, noveno gobernante de Kuwait, en febrero de 1921.
Áhmad era el comandante principal de la caballería, fundador de las Fuerzas Armadas de Kuwait y la Dirección de la Fuerza de Seguridad Pública. Áhmad encargó su caballería e infantería defensiva al jeque Ali Sálem Al-Mubárak Al-Sabah a principios de la década de 1920 y transfirió el mando de la caballería e infantería defensiva al jeque Abdulah Yáber Al-Abdulah II Al-Sabah tras la batalla de Al-Regeai. Fue ministro de Hacienda de 1940 a 1950.

## Vida personal
Áhmad se casó varias veces. Entre sus hijos notables se incluyen:
- Mohámmed Al-Áhmad Al-Yáber Al-Sabah (1909-1975); Primer Ministro de Defensa (1962-1964) para hacerse cargo de la cartera de Defensa.[6]
- Yáber Al-Áhmad Al-Yáber Al-Sabah (1926-2006); Decimotercer gobernante y tercer emir de Kuwait (1977-2006).
- Sabah Al-Áhmad Al-Yáber Al-Sabah (1929-2020); Decimoquinto gobernante y quinto emir de Kuwait (2006-2020).[7]
- Nawaf Al-Áhmad Al-Yáber Al-Sabah (1937-2023); fue emir de Kuwait.
- Sheikh Mishal Al-Ahmad Al-Jaber Al-Sabah (nacido en 1940), Ministro en funciones (por designación de protocolo) y Comandante adjunto de la Guardia Nacional de Kuwait. Actual emir de Kuwait.[8][9]
- Fáhad Al-Áhmed Al-Yáber Al-Sabah (1945-1990); Oficial de comando de las Fuerzas Armadas de Kuwait, muerto en la defensa del Palacio Dasman.[10]
- Sheikha Fariha Al-Áhmad (1944–2018); filántropa.

## Muerte
Áhmad murió en 1950 en el Palacio Dasman en Kuwait.

## Títulos y tratamientos
Esta tabla aún no está actualizada. Puedes contribuir aportando información sobre títulos y tratamientos de esta persona.

## Honores y premios
- Caballero Comendador de la Orden del Imperio Indio (KCIE) - 1930 (CIE - 1922)
- Medalla del Jubileo de Plata del Rey Jorge V - 1935
- Medalla de la coronación del rey Jorge VI - 1937
- Estilo de Alteza - 1937
- Caballero Comendador de la Orden de la Estrella de la India (KCSI, 1944; CSI, 1929)